# مهندسی مکانیک

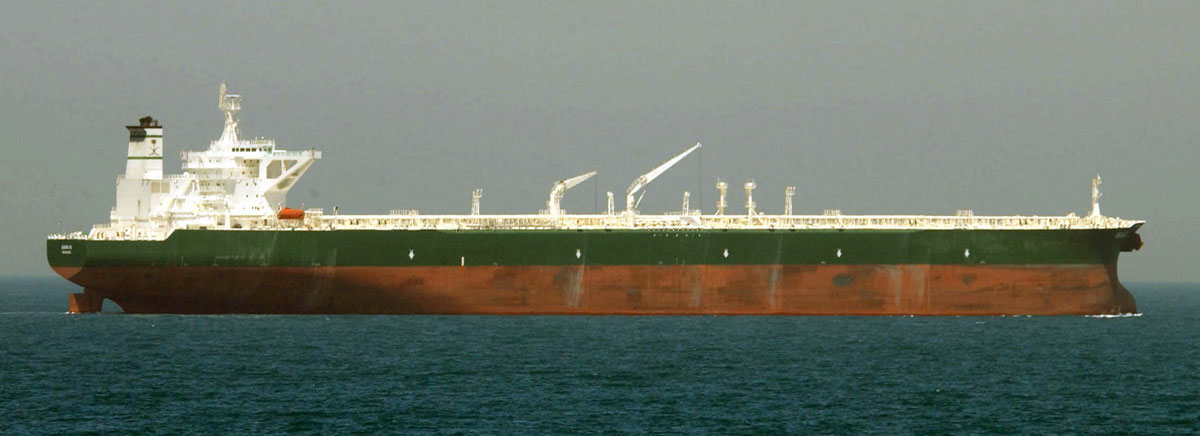
ابر نفتکش نفت خام AbQaiq

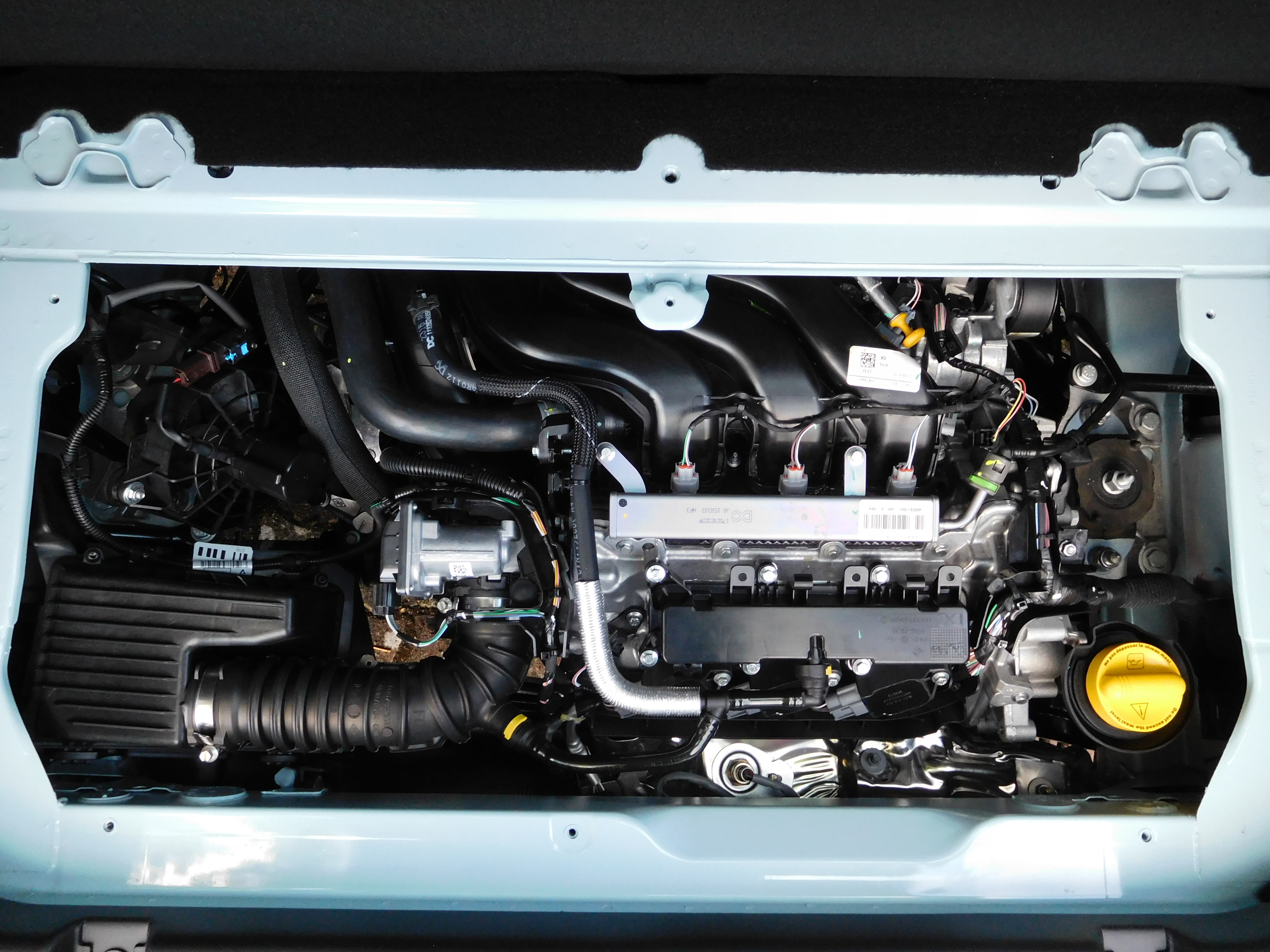
موتور خودرو رنو

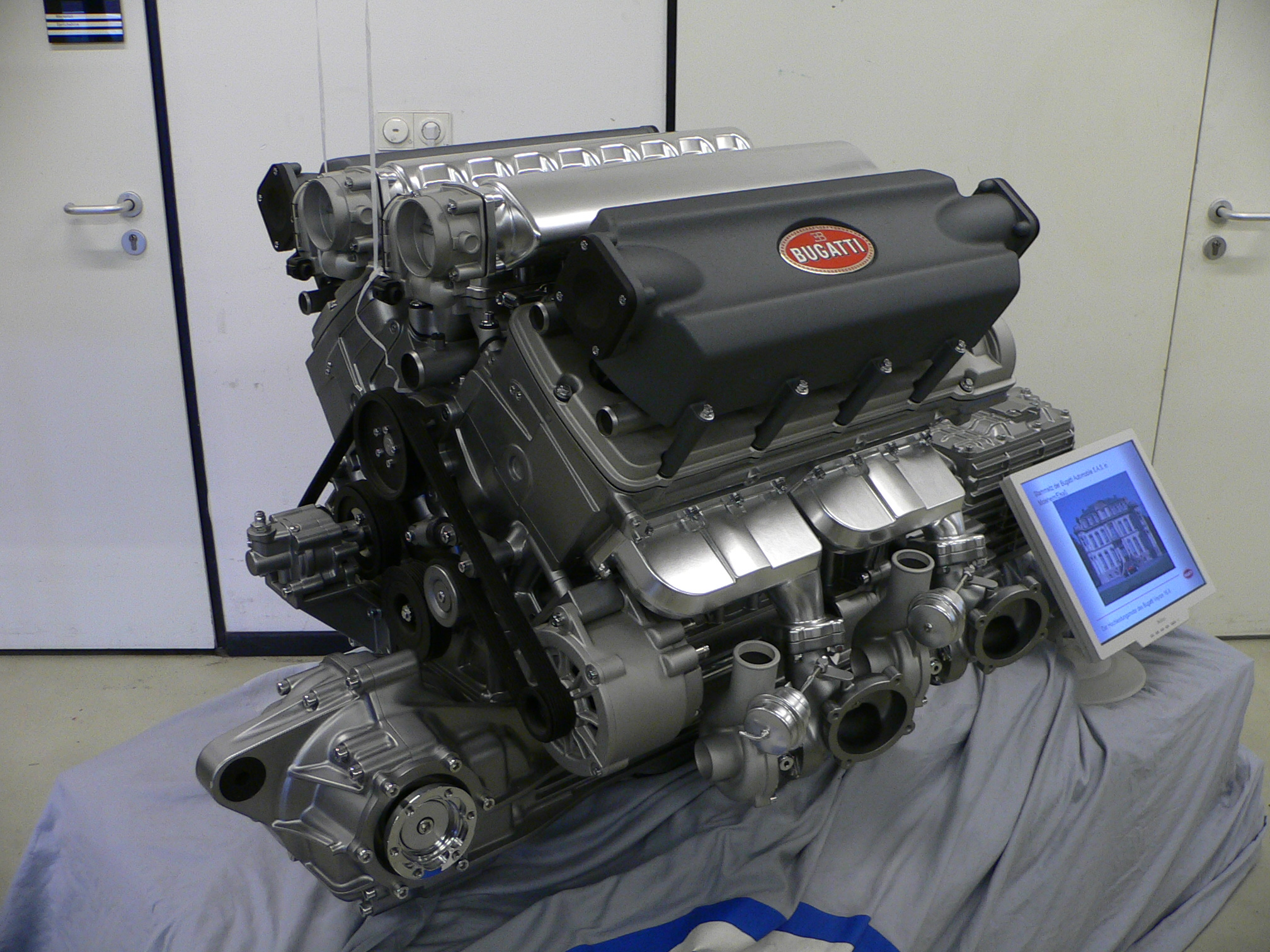
فولکس واگن موتور خودرو بوگاتی W16 را طراحی کرد

مهندسی مکانیک (به انگلیسی: Mechanical engineering، General Mechanic) مطالعه ماشین‌های فیزیکی است که ممکن است شامل نیرو و حرکت باشد. این یک شاخه مهندسی است که اصول فیزیک مهندسی و ریاضیات را با علم مواد ترکیب می‌کند تا سیستم‌های مکانیکی را طراحی، تجزیه و تحلیل، ساخت و نگهداری کند. این یکی از قدیمی‌ترین و گسترده‌ترین شاخه‌های مهندسی است.
مهندسی مکانیک نیاز به درک زمینه‌های اصلی از جمله مکانیک، دینامیک، ترمودینامیک، علم مواد، طراحی، تحلیل سازه و الکتریسیته دارد. علاوه بر این اصول اصلی، مهندسان مکانیک از ابزارهایی مانند طراحی به کمک کامپیوتر (CAD)، ساخت به کمک کامپیوتر (CAM)، مهندسی به کمک کامپیوتر (CAE) و مدیریت چرخه عمر محصول برای طراحی و تجزیه و تحلیل کارخانه‌های تولیدی، تجهیزات صنعتی استفاده می‌کنند. و ماشین آلات صنعتی، سیستم‌های گرمایش و سرمایش، سیستم‌های حمل و نقل، وسایل نقلیه موتوری، هواپیما، کشتی‌های آبی، رباتیک، تجهیزات پزشکی، سلاح‌ها و غیره.
مهندسی مکانیک به عنوان یک رشته در طول انقلاب صنعتی در اروپا در قرن ۱۸ ظهور کرد. با این حال، توسعه آن را می‌توان به چندین هزار سال در سراسر جهان ردیابی کرد. در قرن نوزدهم، تحولات فیزیک منجر به توسعه علم مهندسی مکانیک شد. این زمینه به‌طور مداوم برای ترکیب پیشرفت‌ها تکامل یافته است. امروزه مهندسان مکانیک به دنبال پیشرفت‌هایی در زمینه‌هایی مانند کامپوزیت‌ها، مکاترونیک و نانوتکنولوژی هستند. همچنین با مهندسی هوافضا، مهندسی متالورژی، مهندسی عمران، مهندسی سازه، مهندسی برق، مهندسی ساخت و ساز، مهندسی شیمی، مهندسی صنایع و سایر رشته‌های مهندسی به مقادیر متفاوتی همپوشانی دارد. مهندسان مکانیک همچنین ممکن است در زمینه مهندسی بیوپزشکی، به ویژه با بیومکانیک، پدیده‌های حمل و نقل، بیومکاترونیک، بیونانوتکنولوژی و مدل‌سازی سیستم‌های بیولوژیکی کار کنند.

## تاریخ
کاربرد مهندسی مکانیک را می‌توان در آرشیو جوامع مختلف باستانی و قرون وسطی مشاهده کرد. شش ماشین ساده کلاسیک در خاور نزدیک باستان شناخته شده بودند. گُوِه و صفحه شیبدار (رمپ) از دوران ماقبل تاریخ شناخته شده بودند. چرخ به همراه مکانیزم چرخ و محور در هزاره پنجم قبل از میلاد در بین‌النهرین (عراق امروزی) اختراع شد. مکانیسم اهرمی برای اولین بار در حدود ۵۰۰۰ سال پیش در خاور نزدیک ظاهر شد، جایی که در مقیاس ساده تعادل و برای جابجایی اجسام بزرگ در تکنولوژی مصر باستان استفاده می‌شد. این اهرم همچنین در دستگاه بالابر آب سایه، اولین ماشین جرثقیل، که در حدود ۳۰۰۰ سال قبل از میلاد در بین‌النهرین ظاهر شد، استفاده شد. قدیمی‌ترین شواهد قرقره‌ها به بین‌النهرین در اوایل هزاره دوم قبل از میلاد بازمی‌گردد.
ساقیا در قرن چهارم قبل از میلاد در پادشاهی کوش توسعه یافت. به نیروی حیوانی متکی بود که یدک‌کش را بر اساس نیاز انرژی انسان کاهش می‌داد. آب انبارهایی به شکل حفیر در کوش برای ذخیره آب و تقویت آبیاری ایجاد شد. بلومرها و کوره‌های بلند در قرن هفتم قبل از میلاد در مرو ساخته شدند. ساعت‌های آفتابی کوشی ریاضیات را در قالب مثلثات پیشرفته به کار می‌بردند.
اولین ماشین‌های عملی با نیروی آب، چرخ آب و آسیاب آبی، برای اولین بار در اوایل قرن چهارم قبل از میلاد در امپراتوری ایران، در عراق و ایران کنونی ظاهر شدند. در یونان باستان، آثار ارشمیدس (۲۸۷–۲۱۲ قبل از میلاد) بر مکانیک در سنت غربی تأثیر گذاشت. سازوکار آنتیکیترا یک رایانه قیاسی بود که در حدود قرن دوم قبل از میلاد اختراع شد.
در مصر رومی، هرون اسکندریه (حدود ۱۰ تا ۷۰ پس از میلاد) اولین دستگاه بخار (آیولیپایل) را ایجاد کرد. در چین، ژانگ هنگ (۷۸–۱۳۹ پس از میلاد) یک ساعت آبی را بهبود بخشید و یک لرزه‌سنج اختراع کرد، و ما جون (۲۰۰–۲۶۵ پس از میلاد) ارابه‌ای با چرخ دنده‌های دیفرانسیل اختراع کرد. ساعت‌شناس و مهندس چینی قرون وسطایی سو سونگ (۱۰۲۰–۱۱۰۱ بعد از میلاد) دو قرن قبل از پیدا شدن دستگاه‌های گریز در ساعت‌های اروپایی قرون وسطی، مکانیزم فرار را در برج ساعت نجومی خود گنجاند. او همچنین اولین درایو زنجیره ای بی پایان شناخته شده در جهان را اختراع کرد.
ماشین پنبه‌پاک‌کن در قرن ششم پس از میلاد در هند اختراع شد، و چرخ نخ‌ریسی در اوایل قرن یازدهم در جهان اسلام اختراع شد، آبکش‌های دو غلتکی بین قرن‌های ۱۲ و ۱۴ در هند و چین ظاهر شد. . جین چرخ دنده کِرمی یا حلزونی در شبه قاره هند در اوایل دوران سلطان‌نشین دهلی در قرن ۱۳ تا ۱۴ ظاهر شد.
در طول دوران طلایی اسلام (قرن ۷ تا ۱۵)، مخترعان مسلمان سهم قابل توجهی در زمینه فناوری مکانیکی داشتند. الجزری که یکی از آنها بود، کتاب معروف خود را به نام دانش دستگاه‌های مکانیکی مبتکرانه در سال ۱۲۰۶ نوشت و طرح‌های مکانیکی زیادی ارائه کرد.
در قرن هفدهم، پیشرفت‌های مهمی در پایه‌های مهندسی مکانیک در انگلستان و اروپا رخ داد. ریاضیدان و فیزیکدان هلندی کریستیان هویگنس ساعت آونگی را در سال ۱۶۵۷ اختراع کرد که اولین زمان‌سنج قابل اعتماد برای تقریباً ۳۰۰ سال بود و ساعت آونگی (کتاب) که به طراحی ساعت و نظریه پشت آن اختصاص داشت. در انگلستان، آیزاک نیوتن قوانین حرکت نیوتن را فرموله کرد و حساب دیفرانسیل و انتگرال را توسعه داد که پایه ریاضی فیزیک شد. نیوتن سال‌ها تمایلی به انتشار آثارش نداشت، اما در نهایت توسط همکارانش مانند ادموند هالی به این کار متقاعد شد. گوتفرید لایبنیتس، که قبلاً یک ماشین‌حساب مکانیکی را طراحی کرده بود، همچنین به توسعه حساب در همان دوره زمانی اعتبار داده شده است.
در اوایل انقلاب صنعتی قرن ۱۹، ماشین ابزار در انگلستان، آلمان و اسکاتلند توسعه یافت. این به مهندسی مکانیک اجازه داد تا به عنوان یک رشته جداگانه در مهندسی توسعه یابد. آنها ماشین آلات تولیدی و موتورهایی را برای نیرو دادن به آنها آورده بودند. اولین انجمن حرفه ای مهندسین مکانیک بریتانیا در سال ۱۸۴۷ تشکیل شد. در قاره اروپا، یوهان فون زیمرمان (۱۸۲۰–۱۹۰۱) اولین کارخانه ماشین‌های سنگ‌زنی را در کمنیتس آلمان در سال ۱۸۴۸ تأسیس کرد.
در ایالات متحده، انجمن مهندسین مکانیک آمریکا (ASME) در سال ۱۸۸۰ تشکیل شد و پس از انجمن مهندسین عمران آمریکا (۱۸۵۲) و مؤسسه مهندسین معدن آمریکا (1871) به سومین انجمن مهندسی حرفه‌ای تبدیل شد. اولین مدارسی که در ایالات متحده تحصیلات مهندسی ارائه کردند، آکادمی نظامی ایالات متحده در سال ۱۸۱۷ بود، مؤسسه ای که اکنون در سال ۱۸۱۹ به عنوان دانشگاه نورویچ شناخته می‌شود، و مؤسسه پلی‌تکنیک رنسلیر در سال ۱۸۲۵. آموزش در مهندسی مکانیک از لحاظ تاریخی بر پایه ای قوی در ریاضیات و علوم استوار است.

## تحصیلات

همان‌طور که توپ قرمز متحرک نشان می‌دهد، پیچ ارشمیدس با دست کار می‌کرد و می‌توانست به‌طور مؤثر آب را بالا ببرد.

مدارک مهندسی مکانیک در دانشگاه‌های مختلف در سراسر جهان ارائه می‌شود. برنامه‌های مهندسی مکانیک معمولاً بسته به مکان و دانشگاه چهار تا پنج سال طول می‌کشد و منجر به لیسانس مهندسی (B.Eng. یا BE)، لیسانس علوم (B.Sc. یا BS)، لیسانس مهندسی علوم (Bachelor of Science Engineering) می‌شود. B.Sc.Eng.)، لیسانس فناوری (B.Tech.)، لیسانس مهندسی مکانیک (BME)، یا لیسانس علوم کاربردی (BASc.)، در یا با تأکید بر مهندسی مکانیک. در اسپانیا، پرتغال و بیشتر آمریکای جنوبی که نه BS و نه B.Tech. برنامه‌هایی اتخاذ شده است، نام رسمی مدرک «مهندس مکانیک» است و کار دوره بر اساس پنج یا شش سال آموزش است. در ایتالیا کار دوره بر اساس پنج سال تحصیل و آموزش است، اما برای واجد شرایط بودن به عنوان مهندس باید در پایان دوره امتحان دولتی را پشت سر بگذارد. در یونان، دوره بر اساس یک برنامه درسی پنج ساله است.
در ایالات متحده، اکثر برنامه‌های مهندسی مکانیک در مقطع کارشناسی توسط هیئت اعتباربخشی مهندسی و فناوری (ABET) برای اطمینان از الزامات و استانداردهای دوره مشابه در بین دانشگاه‌ها معتبر هستند. وب سایت ABET 302 برنامه مهندسی مکانیک معتبر را از ۱۱ مارس ۲۰۱۴ فهرست می‌کند. برنامه‌های مهندسی مکانیک در کانادا توسط هیئت تأیید صلاحیت مهندسی کانادا (CEAB) تأیید شده است، و اکثر کشورهای دیگر ارائه دهنده مدارک مهندسی دارای انجمن‌های اعتباربخشی مشابه هستند.
در استرالیا، مدارک مهندسی مکانیک به عنوان لیسانس مهندسی (مکانیک) یا نامگذاری مشابه اعطا می‌شود، اگرچه تعداد فزاینده ای از تخصص‌ها وجود دارد. این مدرک به چهار سال تحصیل تمام وقت نیاز دارد. برای اطمینان از کیفیت در مدارک مهندسی، مهندسین استرالیا مدارک مهندسی اعطا شده توسط دانشگاه‌های استرالیا را مطابق با توافق‌نامه جهانی واشینگتن تأیید می‌کند. قبل از اعطای مدرک، دانشجو باید حداقل ۳ ماه سابقه کار در یک شرکت مهندسی را بگذراند. سیستم‌های مشابهی در آفریقای جنوبی نیز وجود دارد و توسط شورای مهندسی آفریقای جنوبی (ECSA) نظارت می‌شود.
در هند، برای مهندس شدن، باید مدرک مهندسی مانند B.Tech داشته باشید. یا BE، دیپلم مهندسی داشته باشید، یا با گذراندن دوره ای در یک حرفه مهندسی مانند فیتر از موسسه آموزش صنعتی (ITIs) برای دریافت "گواهی تجارت ITI" و همچنین گذراندن آزمون تجارت سراسر هند (AITT) با یک رشته مهندسی تجارتی که توسط شورای ملی آموزش حرفه ای (NCVT) انجام می‌شود و به وسیله آن یک "گواهی تجارت ملی" اعطا می‌شود. سیستم مشابهی در نپال استفاده می‌شود.
برخی از مهندسان مکانیک در ادامه تحصیلات تکمیلی خود را ادامه می‌دهند مانند کارشناسی ارشد مهندسی، کارشناسی ارشد فناوری، کارشناسی ارشد علوم، کارشناسی ارشد مدیریت مهندسی (M.Eng.Mgt. یا MEM)، دکترای فلسفه در مهندسی (Eng.D. یا دکترا) یا مدرک مهندسی. مدرک کارشناسی ارشد و مهندسی ممکن است شامل تحقیقات باشد یا نباشد. دکترای فلسفه شامل یک جزء تحقیقاتی مهم است و اغلب به عنوان نقطه ورود به دانشگاه در نظر گرفته می‌شود. مدرک مهندسی در چند مؤسسه در سطح متوسط بین کارشناسی ارشد و دکترا وجود دارد.

### کار درسی
استانداردهای تعیین شده توسط انجمن اعتباردهی هر کشور برای ایجاد یکنواختی در مواد موضوعی اساسی، ارتقای شایستگی در میان مهندسان فارغ‌التحصیل و حفظ اعتماد به حرفه مهندسی به عنوان یک کل در نظر گرفته شده است. برای مثال، برنامه‌های مهندسی در ایالات متحده توسط ABET مورد نیاز است تا نشان دهد که دانشجویان آنها می‌توانند «به‌طور حرفه ای در هر دو حوزه سیستم‌های حرارتی و مکانیکی کار کنند.» دوره‌های خاص مورد نیاز برای فارغ‌التحصیلی، با این حال، ممکن است از برنامه ای به برنامه دیگر متفاوت باشد. دانشگاه‌ها و مؤسسات فناوری اغلب چندین موضوع را در یک کلاس واحد ترکیب می‌کنند یا یک موضوع را به چندین کلاس تقسیم می‌کنند، بسته به دانشکده در دسترس و حوزه (های) اصلی پژوهش دانشگاه.
موضوعات اساسی مورد نیاز برای مهندسی مکانیک معمولاً عبارتند از:
- ریاضیات (به ویژه، حساب دیفرانسیل و انتگرال، معادلات دیفرانسیل، و جبر خطی)
- علوم پایه فیزیکی (از جمله فیزیک و شیمی)
- استاتیک و دینامیک
- مقاومت مصالح و مکانیک جامدات
- مهندسی مواد، کامپوزیت‌ها
- ترمودینامیک، انتقال حرارت، تبدیل انرژی و ایچ‌وی‌ای‌سی
- سوخت، احتراق، موتور احتراق داخلی
- مکانیک سیالات (شامل استاتیک سیالات و دینامیک سیالات)
- مکانیزم و طراحی ماشین (شامل سینماتیک و دینامیک)
- ابزار دقیق و اندازه‌گیری
- مهندسی ساخت، فناوری یا فرایندها
- ارتعاش، تئوری کنترل و مهندسی کنترل
- هیدرولیک و پنوماتیک
- مکاترونیک و رباتیک
- طراحی مهندسی و طراحی محصول
- پیش نویس، طراحی به کمک کامپیوتر (CAD) و ساخت به کمک کامپیوتر (CAM)[۳۹][۴۰]

همچنین از مهندسان مکانیک انتظار می‌رود که مفاهیم اولیه شیمی، فیزیک، تریبولوژی، مهندسی شیمی، مهندسی عمران و مهندسی برق را درک کرده و قادر به اعمال آن باشند. تمام برنامه‌های مهندسی مکانیک شامل چندین ترم از کلاس‌های ریاضی از جمله حساب دیفرانسیل و انتگرال، و مفاهیم پیشرفته ریاضی از جمله معادلات دیفرانسیل، معادلات دیفرانسیل جزئی، جبر خطی، هندسه دیفرانسیل و آمار و غیره است.
علاوه بر برنامه درسی اصلی مهندسی مکانیک، بسیاری از برنامه‌های مهندسی مکانیک برنامه‌ها و کلاس‌های تخصصی‌تری مانند سیستم‌های کنترل، رباتیک، حمل‌ونقل و لجستیک، برودتی، فناوری سوخت، مهندسی خودرو، بیومکانیک، ارتعاش، اپتیک و غیره را ارائه می‌دهند. بخش برای این موضوعات وجود ندارد.
اکثر برنامه‌های مهندسی مکانیک نیز به مقادیر متفاوتی از تحقیقات یا پروژه‌های اجتماعی برای به دست آوردن تجربه حل مسئله عملی نیاز دارند. در ایالات متحده معمول است که دانشجویان مهندسی مکانیک یک یا چند دوره کارآموزی را در حین تحصیل بگذرانند، اگرچه این معمولاً توسط دانشگاه الزامی نیست. آموزش تعاونی گزینه دیگری است. تحقیقات مهارت‌های کاری آینده بر مؤلفه‌های مطالعه‌ای که خلاقیت و نوآوری دانش‌آموز را تغذیه می‌کند، تقاضا می‌کند.

## وظایف کاری
مهندسان مکانیک به تحقیق، طراحی، توسعه، ساخت و آزمایش دستگاه‌های مکانیکی و حرارتی، از جمله ابزار، موتورها و ماشین‌ها می‌پردازند.
مهندسان مکانیک معمولاً کارهای زیر را انجام می‌دهند:
- مشکلات را تجزیه و تحلیل کنید تا ببینید چگونه دستگاه‌های مکانیکی و حرارتی ممکن است به حل مشکل کمک کنند.
- طراحی یا طراحی مجدد دستگاه‌های مکانیکی و حرارتی با استفاده از تحلیل و طراحی به کمک کامپیوتر.
- نمونه‌های اولیه دستگاه‌هایی که طراحی می‌کنند را توسعه و آزمایش کنید.
- نتایج آزمایش را تجزیه و تحلیل کنید و در صورت نیاز طرح را تغییر دهید.
- بر فرایند ساخت دستگاه نظارت کنید.
- تیمی از متخصصان در زمینه‌های تخصصی مانند طراحی و طراحی مکانیکی، نمونه‌سازی، چاپ سه بعدی یا/و متخصصان ماشین‌های CNC را مدیریت کنید.

مهندسان مکانیک بر ساخت بسیاری از محصولات از تجهیزات پزشکی گرفته تا باتری‌های جدید نظارت و طراحی می‌کنند. آنها همچنین ماشین‌های تولید برق مانند ژنراتورهای الکتریکی، موتورهای احتراق داخلی و توربین‌های بخار و گاز و همچنین ماشین‌های برق مصرفی مانند سیستم‌های تبرید و تهویه مطبوع را طراحی می‌کنند.
مانند سایر مهندسان، مهندسان مکانیک از رایانه‌ها برای کمک به ایجاد و تجزیه و تحلیل طرح‌ها، اجرای شبیه‌سازی‌ها و آزمایش نحوه عملکرد یک ماشین استفاده می‌کنند.

### مجوز و مقررات
مهندسان ممکن است از یک دولت ایالتی، استانی یا ملی مجوز بگیرند. هدف از این فرایند این است که اطمینان حاصل شود که مهندسان دانش فنی لازم، تجربه دنیای واقعی و دانش سیستم حقوقی محلی را برای تمرین مهندسی در سطح حرفه ای دارند. پس از دریافت گواهی، به مهندس عنوان مهندس حرفه ای (ایالات متحده، کانادا، ژاپن، کره جنوبی، بنگلادش و آفریقای جنوبی)، مهندس خبره (در بریتانیا، ایرلند، هند و زیمبابوه)، مهندس حرفه ای خبره (در استرالیا) داده می‌شود. و نیوزلند) یا مهندس اروپایی (بسیاری از اتحادیه اروپا).
در ایالات متحده، برای تبدیل شدن به یک مهندس حرفه ای دارای مجوز (PE)، یک مهندس باید امتحان جامع FE (مبانی مهندسی) را بگذراند، حداقل ۴ سال به عنوان کارآموز مهندسی (EI) یا مهندس در حال آموزش (EIT) کار کند. و در امتحانات «اصول و تمرین» یا PE (مهندس شاغل یا مهندس حرفه ای) قبول شوید. الزامات و مراحل این فرایند توسط شورای ملی بررسی‌کنندگان مهندسی و نقشه‌برداری (NCEES)، متشکل از هیئت‌های صدور مجوز مهندسی و نقشه‌برداری زمین که نماینده تمام ایالت‌ها و قلمروهای ایالات متحده هستند، تنظیم شده است.
در انگلستان، فارغ التحصیلان فعلی برای تبدیل شدن به یک مهندس مکانیک خبره (CEng, MIMechE) به مدرک BEng به علاوه مدرک کارشناسی ارشد مناسب یا مدرک MEng یکپارچه، حداقل ۴ سال پس از فارغ‌التحصیلی در زمینه توسعه شایستگی شغلی و یک گزارش پروژه بررسی شده نیاز دارند. از طریق موسسه مهندسین مکانیک. CEng مهندسی مکانیک را می‌توان از طریق یک مسیر امتحانی که توسط مؤسسه شهر و اصناف لندن اداره می‌شود، دریافت کرد.
در اکثر کشورهای پیشرفته، برخی از وظایف مهندسی مانند طراحی پل‌ها، نیروگاه‌های برق و نیروگاه‌های شیمیایی باید توسط یک مهندس حرفه ای یا یک مهندس خبره تأیید شود. به عنوان مثال، فقط یک مهندس دارای مجوز می‌تواند نقشه‌ها و نقشه‌های مهندسی را تهیه، امضا، مهر و موم کند و برای تأیید به یک مقام دولتی یا برای مهر و موم کار مهندسی برای مشتریان دولتی و خصوصی ارائه کند. این الزام را می‌توان در قوانین ایالتی و استانی، مانند استان‌های کانادا، به عنوان مثال قانون مهندسی انتاریو یا کبک نوشت.
در کشورهای دیگر، مانند استرالیا و بریتانیا، چنین قانونی وجود ندارد. با این حال، عملاً همه مؤسسات تأیید کننده یک کد اخلاقی مستقل از قانون را حفظ می‌کنند که انتظار دارند همه اعضا از آن تبعیت کنند یا خطر اخراج را داشته باشند.

### حقوق و آمار نیروی کار
تعداد کل مهندسان شاغل در ایالات متحده در سال ۲۰۱۵ تقریباً ۱٫۶ میلیون نفر بود. از این تعداد، ۲۷۸٬۳۴۰ مهندس مکانیک (۱۷٫۲۸٪) بودند که بزرگ‌ترین رشته از نظر اندازه است. در سال ۲۰۱۲، متوسط درآمد سالانه مهندسان مکانیک در نیروی کار ایالات متحده ۸۰۵۸۰ دلار بود. متوسط درآمد در زمان کار برای دولت (۹۲۰۳۰ دلار) و کمترین آن در آموزش (۵۷۰۹۰ دلار) بود. در سال ۲۰۱۴، پیش‌بینی شد که تعداد کل مشاغل مهندسی مکانیک در دهه آینده ۵ درصد رشد کند. در سال ۲۰۰۹، متوسط حقوق اولیه ۵۸۸۰۰ دلار با مدرک لیسانس بود.

## رشته‌های فرعی
رشته مهندسی مکانیک را می‌توان مجموعه ای از بسیاری از رشته‌های علوم مهندسی مکانیک دانست. تعدادی از این زیررشته‌ها که معمولاً در مقطع کارشناسی تدریس می‌شوند، با توضیح مختصری و رایج‌ترین کاربرد هر کدام در زیر فهرست شده‌اند. برخی از این زیرشاخه‌ها منحصر به مهندسی مکانیک هستند، در حالی که برخی دیگر ترکیبی از مهندسی مکانیک و یک یا چند رشته دیگر هستند. اکثر کارهایی که یک مهندس مکانیک انجام می‌دهد از مهارت‌ها و تکنیک‌های چندین زیر رشته و همچنین زیر رشته‌های تخصصی استفاده می‌کند. رشته‌های فرعی تخصصی، همان‌طور که در این مقاله استفاده می‌شود، به احتمال زیاد موضوع تحصیلات تکمیلی یا آموزش در حین کار نسبت به تحقیقات کارشناسی هستند. چندین زیر رشته تخصصی در این بخش مورد بحث قرار می‌گیرد.

### مکانیک

دایره مور، ابزاری رایج برای مطالعه تنش‌ها در یک عنصر مکانیکی

مکانیک در کلی‌ترین مفهوم، مطالعه نیروها و تأثیر آنها بر ماده است. به‌طور معمول، مکانیک مهندسی برای تجزیه و تحلیل و پیش‌بینی شتاب و تغییر شکل (اعم از الاستیک و پلاستیک) اجسام تحت نیروهای شناخته شده (که بارها نیز نامیده می‌شوند) یا تنش‌ها استفاده می‌شود. زیرشاخه‌های مکانیک شامل
- استاتیک، مطالعه اجسام غیر متحرک تحت بارهای شناخته شده، چگونگی تأثیر نیروها بر اجسام ساکن
- دینامیک، مطالعه چگونگی تأثیر نیروها بر اجسام متحرک. دینامیک شامل سینماتیک (دربارهٔ حرکت، سرعت و شتاب) و سینتیک (دربارهٔ نیروها و شتاب‌های حاصله) است.
- مکانیک مواد، مطالعه چگونگی تغییر شکل مواد مختلف تحت انواع مختلف تنش
- مکانیک سیالات، مطالعه نحوه واکنش سیالات به نیروها[۵۲]
- سینماتیک، مطالعه حرکت اجسام (اشیاء) و سیستم‌ها (گروه‌هایی از اجسام)، در حالی که نیروهایی که باعث حرکت می‌شوند نادیده گرفته می‌شود. سینماتیک اغلب در طراحی و تحلیل مکانیسم‌ها استفاده می‌شود.
- مکانیک پیوسته، روشی برای به‌کارگیری مکانیک که فرض می‌کند اجسام پیوسته هستند (به جای گسسته)

مهندسان مکانیک معمولاً از مکانیک در مراحل طراحی یا تحلیل مهندسی استفاده می‌کنند. اگر پروژه مهندسی طراحی یک وسیله نقلیه بود، ممکن است از استاتیک برای طراحی قاب وسیله نقلیه استفاده شود تا ارزیابی شود که تنش‌ها در کجا شدیدتر هستند. دینامیک ممکن است هنگام طراحی موتور خودرو برای ارزیابی نیروهای موجود در پیستون‌ها و بادامک‌ها به عنوان چرخه موتور مورد استفاده قرار گیرد. مکانیک مواد ممکن است برای انتخاب مواد مناسب برای قاب و موتور استفاده شود. مکانیک سیالات ممکن است برای طراحی یک سیستم تهویه برای وسیله نقلیه (به HVAC مراجعه کنید)، یا برای طراحی سیستم ورودی برای موتور استفاده شود.

### مکاترونیک و رباتیک

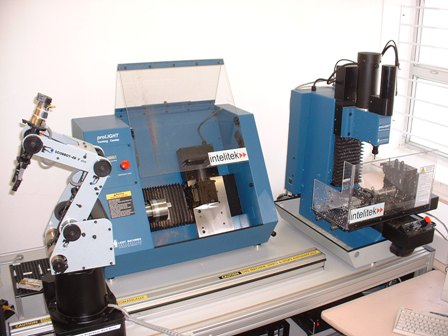
آموزش FMS با ربات یادگیری SCORBOT-ER 4u، میز کار CNC آسیاب و تراش CNC

مکاترونیک ترکیبی از مکانیک و الکترونیک است. این شاخه ای بین رشته‌ای از مهندسی مکانیک، مهندسی برق و مهندسی نرم‌افزار است که با ادغام مهندسی برق و مکانیک برای ایجاد سیستم‌های اتوماسیون ترکیبی سروکار دارد. به این ترتیب می‌توان ماشین‌ها را با استفاده از موتورهای الکتریکی، سروو مکانیزم‌ها و سایر سیستم‌های الکتریکی در ارتباط با نرم‌افزارهای خاص، خودکار کرد. نمونه رایج سیستم مکاترونیک درایو CD-ROM است. سیستم‌های مکانیکی درایو را باز و بسته می‌کنند، سی‌دی را می‌چرخانند و لیزر را حرکت می‌دهند، در حالی که یک سیستم نوری داده‌های روی سی‌دی را می‌خواند و آن را به بیت تبدیل می‌کند. نرم‌افزار یکپارچه فرایند را کنترل می‌کند و محتویات سی دی را به کامپیوتر منتقل می‌کند.
رباتیک کاربرد مکاترونیک برای ایجاد ربات‌هایی است که اغلب در صنعت برای انجام کارهای خطرناک، ناخوشایند یا تکراری استفاده می‌شوند. این ربات‌ها ممکن است از هر شکل و اندازه ای باشند، اما همه از قبل برنامه‌ریزی شده‌اند و به صورت فیزیکی با جهان تعامل دارند. برای ایجاد یک ربات، یک مهندس معمولاً از سینماتیک (برای تعیین دامنه حرکت ربات) و مکانیک (برای تعیین تنش‌های درون ربات) استفاده می‌کند.
ربات‌ها به‌طور گسترده در مهندسی اتوماسیون صنعتی استفاده می‌شوند. آن‌ها به کسب‌وکارها اجازه می‌دهند در هزینه‌های نیروی کار صرفه‌جویی کنند، وظایفی را انجام دهند که برای انسان‌ها بسیار خطرناک یا دقیق‌تر از آن است که آن‌ها را به لحاظ اقتصادی انجام ندهند، و کیفیت بهتری را تضمین کنند. بسیاری از شرکت‌ها خطوط مونتاژ ربات‌ها را به‌خصوص در صنایع خودروسازی به کار می‌گیرند و برخی از کارخانه‌ها به قدری رباتیک شده‌اند که می‌توانند به تنهایی کار کنند. در خارج از کارخانه، ربات‌ها در خنثی سازی بمب، اکتشافات فضایی و بسیاری زمینه‌های دیگر به کار گرفته شده‌اند. ربات‌ها همچنین برای کاربردهای مختلف مسکونی، از تفریح گرفته تا کاربردهای خانگی فروخته می‌شوند.

### تحلیل ساختاری
تحلیل سازه شاخه ای از مهندسی مکانیک (و همچنین مهندسی عمران) است که به بررسی چرایی و چگونگی خرابی اشیاء و تعمیر اشیا و عملکرد آنها اختصاص دارد. خرابی‌های سازه ای در دو حالت کلی رخ می‌دهد: شکست استاتیک و شکست خستگی. شکست سازه ایستا زمانی رخ می‌دهد که، بسته به معیار شکست، جسم مورد تجزیه و تحلیل، پس از بارگذاری (با اعمال نیروی) یا شکسته یا تغییر شکل می‌دهد. خرابی خستگی زمانی اتفاق می‌افتد که یک شی پس از چند بار بارگیری و تخلیه مکرر از کار بیفتد. شکست خستگی به دلیل نقص در جسم رخ می‌دهد: به عنوان مثال، یک ترک میکروسکوپی روی سطح جسم، با هر چرخه (تکثیر) کمی رشد می‌کند تا زمانی که ترک به اندازه کافی بزرگ شود که باعث شکست نهایی شود.
با این حال، شکست به سادگی به عنوان شکستن یک قطعه تعریف نمی‌شود. زمانی تعریف می‌شود که یک قطعه آنطور که در نظر گرفته شده عمل نمی‌کند. برخی از سیستم‌ها، مانند بخش‌های بالای سوراخ شده برخی از کیسه‌های پلاستیکی، برای شکستن طراحی شده‌اند. اگر این سیستم‌ها خراب نشوند، ممکن است از تجزیه و تحلیل شکست برای تعیین علت استفاده شود.
تحلیل سازه اغلب توسط مهندسان مکانیک پس از وقوع یک خرابی یا هنگام طراحی برای جلوگیری از خرابی استفاده می‌شود. مهندسان اغلب از اسناد و کتاب‌های آنلاین مانند آنچه توسط ASM منتشر شده است برای کمک به آنها در تعیین نوع خرابی و علل احتمالی استفاده می‌کنند.
هنگامی که تئوری در یک طراحی مکانیکی اعمال می‌شود، آزمایش فیزیکی اغلب برای تأیید نتایج محاسبه شده انجام می‌شود. تجزیه و تحلیل ساختاری ممکن است در یک دفتر هنگام طراحی قطعات، در میدان برای تجزیه و تحلیل قطعات شکست خورده، یا در آزمایشگاه‌هایی که قطعات ممکن است تحت آزمایش‌های شکست کنترل شده قرار گیرند، استفاده شود.

### ترمودینامیک و علم ترمو
ترمودینامیک یک علم کاربردی است که در چندین شاخه از مهندسی از جمله مهندسی مکانیک و شیمی استفاده می‌شود. در ساده‌ترین حالت، ترمودینامیک مطالعه انرژی، استفاده و تبدیل آن از طریق یک سیستم است. به‌طور معمول، ترمودینامیک مهندسی با تغییر انرژی از یک شکل به شکل دیگر مرتبط است. به عنوان مثال، موتورهای خودرو انرژی شیمیایی (آنتالپی) را از سوخت به گرما و سپس به کار مکانیکی تبدیل می‌کنند که در نهایت چرخ‌ها را می‌چرخاند.
اصول ترمودینامیک توسط مهندسان مکانیک در زمینه‌های انتقال حرارت، ترموسیالات و تبدیل انرژی استفاده می‌شود. مهندسان مکانیک از علم ترمو برای طراحی موتورها و نیروگاه‌ها، سیستم‌های گرمایش، تهویه و تهویه مطبوع (HVAC)، مبدل‌های حرارتی، سینک‌های حرارتی، رادیاتورها، تبرید، عایق‌ها و غیره استفاده می‌کنند.

### طراحی و پیش نویس

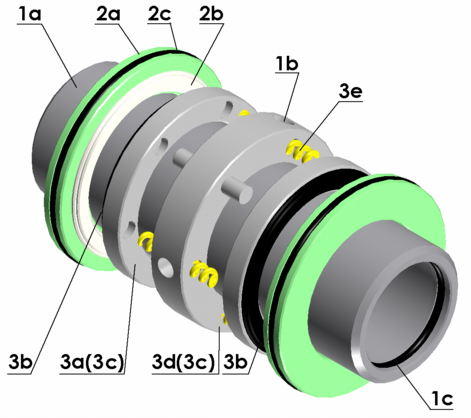
یک مدل CAD یک آب‌بند مکانیکی دوبل

پیش نویس یا نقشه‌کشی فنی وسیله ای است که مهندسان مکانیک به طراحی محصولات و ایجاد دستورالعمل برای ساخت قطعات می‌پردازند. یک نقشه فنی می‌تواند یک مدل کامپیوتری یا شماتیک دستی باشد که تمام ابعاد لازم برای ساخت یک قطعه و همچنین یادداشت‌های مونتاژ، لیستی از مواد مورد نیاز و سایر اطلاعات مربوط را نشان می‌دهد. یک مهندس مکانیک یا کارگر ماهر در ایالات متحده که نقشه‌های فنی را ایجاد می‌کند، ممکن است به عنوان پیش نویس یا نقشه‌کش نامیده شود. پیش نویس در طول تاریخ یک فرایند دو بعدی بوده است، اما برنامه‌های طراحی به کمک کامپیوتر (CAD) اکنون به طراح اجازه می‌دهد تا در سه بعدی ایجاد کند.
دستورالعمل‌های ساخت یک قطعه باید به ماشین آلات لازم داده شود، چه به صورت دستی، از طریق دستورالعمل‌های برنامه‌ریزی شده، یا از طریق استفاده از یک ساخت به کمک کامپیوتر (CAM) یا برنامه ترکیبی CAD/CAM. در صورت تمایل، یک مهندس همچنین می‌تواند به صورت دستی قطعه‌ای را با استفاده از نقشه‌های فنی بسازد. با این حال، با ظهور تولید با کنترل عددی کامپیوتری (CNC)، اکنون می‌توان قطعات را بدون نیاز به ورودی ثابت تکنسین ساخت. قطعات تولید شده به صورت دستی عموماً شامل پوشش‌های اسپری، پوشش‌های سطحی و سایر فرآیندهایی هستند که به لحاظ اقتصادی یا عملی نمی‌توانند توسط ماشین انجام شوند.
پیش نویس تقریباً در همه زیرشاخه‌های مهندسی مکانیک و بسیاری از شاخه‌های دیگر مهندسی و معماری استفاده می‌شود. مدل‌های سه‌بعدی ایجاد شده با استفاده از نرم‌افزار CAD نیز معمولاً در تحلیل اجزا محدود (FEA) و دینامیک سیالات محاسباتی (CFD) استفاده می‌شوند.

## ابزار مدرن

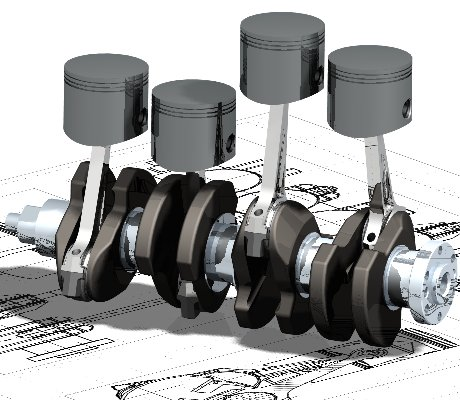
نمای مایل از میل لنگ چهار سیلندر خطی با پیستون

بسیاری از شرکت‌های مهندسی مکانیک، به‌ویژه آن‌هایی که در کشورهای صنعتی هستند، برنامه‌های مهندسی به کمک کامپیوتر (CAE) را در فرآیندهای طراحی و تحلیل موجود خود، از جمله طراحی با کمک کامپیوتر مدل‌سازی جامد دوبعدی و سه‌بعدی (CAD) ادغام کرده‌اند. این روش مزایای زیادی دارد، از جمله تجسم آسان‌تر و جامع تر محصولات، امکان ایجاد مجموعه‌های مجازی قطعات و سهولت استفاده در طراحی رابط‌های جفت و تلرانس.
سایر برنامه‌های CAE که معمولاً توسط مهندسان مکانیک استفاده می‌شود شامل ابزارهای مدیریت چرخه عمر محصول (PLM) و ابزارهای تجزیه و تحلیل مورد استفاده برای انجام شبیه‌سازی‌های پیچیده است. ابزارهای تحلیل ممکن است برای پیش‌بینی پاسخ محصول به بارهای مورد انتظار، از جمله عمر خستگی و قابلیت ساخت، استفاده شوند. این ابزارها عبارتند از تجزیه و تحلیل اجزای محدود (FEA)، دینامیک سیالات محاسباتی (CFD) و ساخت به کمک کامپیوتر (CAM).
با استفاده از برنامه‌های CAE، یک تیم طراحی مکانیکی می‌تواند به سرعت و ارزان فرایند طراحی را تکرار کند تا محصولی را توسعه دهد که هزینه، عملکرد و سایر محدودیت‌ها را بهتر برآورده کند. تا زمانی که طراحی به اتمام نرسد، نیازی به ایجاد نمونه اولیه فیزیکی نیست، که اجازه می‌دهد صدها یا هزاران طرح به جای تعداد کمی از آنها ارزیابی شوند. علاوه بر این، برنامه‌های تحلیل CAE می‌توانند پدیده‌های فیزیکی پیچیده‌ای را که با دست قابل حل نیستند، مانند ویسکوالاستیسیته، تماس پیچیده بین قطعات جفت‌گیری یا جریان‌های غیرنیوتنی مدل‌سازی کنند.
همان‌طور که در مکاترونیک دیده می‌شود، همان‌طور که مهندسی مکانیک شروع به ادغام با سایر رشته‌ها می‌کند، بهینه‌سازی طراحی چند رشته‌ای (MDO) با سایر برنامه‌های CAE برای خودکارسازی و بهبود فرایند طراحی تکراری استفاده می‌شود. ابزارهای MDO پیرامون فرآیندهای CAE موجود می‌پیچند و به ارزیابی محصول اجازه می‌دهند حتی پس از اینکه تحلیلگر به خانه می‌رود، ادامه یابد. آن‌ها همچنین از الگوریتم‌های بهینه‌سازی پیچیده برای کاوش هوشمندانه‌تر طرح‌های ممکن استفاده می‌کنند و اغلب راه‌حل‌های بهتر و خلاقانه‌تری برای مشکلات طراحی چند رشته‌ای پیدا می‌کنند.

## حوزه‌های تحقیق
مهندسان مکانیک دائماً مرزهای آنچه از نظر فیزیکی ممکن است را به منظور تولید ماشین‌ها و سیستم‌های مکانیکی ایمن‌تر، ارزان‌تر و کارآمدتر فشار می‌دهند. برخی از فناوری‌ها در لبه برش مهندسی مکانیک در زیر فهرست شده‌اند (همچنین به مهندسی اکتشافی مراجعه کنید).

### سیستم‌های میکرو الکترومکانیکی (MEMS)
اجزای مکانیکی در مقیاس میکرو مانند فنرها، چرخ دنده‌ها، دستگاه‌های سیال و انتقال حرارت از انواع مواد زیرلایه مانند سیلیکون، شیشه و پلیمرهایی مانند اس‌یو8 ساخته می‌شوند. نمونه‌هایی از اجزای سامانه میکرو الکترومکانیکی شتاب‌سنج‌هایی هستند که به‌عنوان سنسورهای کیسه هوا، تلفن‌های همراه مدرن، ژیروسکوپ‌ها برای موقعیت‌یابی دقیق و دستگاه‌های میکروسیال مورد استفاده در کاربردهای زیست‌پزشکی استفاده می‌شوند.

### جوشکاری اصطکاکی اغتشاشی (FSW)
جوشکاری اصطکاکی اغتشاشی، نوع جدیدی از جوشکاری است که در سال ۱۹۹۱ توسط موسسه جوشکاری (تی‌دبلیوآی) کشف شد. روش نوآورانه جوش حالت پایدار (غیر همجوشی) موادی را که قبلاً غیرقابل جوش بودند، از جمله چندین آلیاژ آلومینیم، به هم می‌پیوندد. نقش مهمی در ساخت هواپیماهای آینده ایفا می‌کند و به‌طور بالقوه جایگزین پرچ‌ها می‌شود. کاربردهای کنونی این فناوری تا به امروز شامل جوشکاری درزهای تانک خارجی اصلی شاتل فضایی، خودروی خدمه اوریون، بوئینگ دلتا ۲ و وسایل نقلیه پرتاب مصرفی دلتا ۴ و راکت اسپیس‌اکس فالکن ۱، پوشش زرهی برای کشتی‌های تهاجمی آبی خاکی، و جوشکاری بال‌ها و پانل‌های بدنه هواپیمای جدید اکلیپس ۵۰۰ از شرکت هوانوردی اکلیپس در میان استخر رو به رشد استفاده‌ها.

### کامپوزیت‌ها

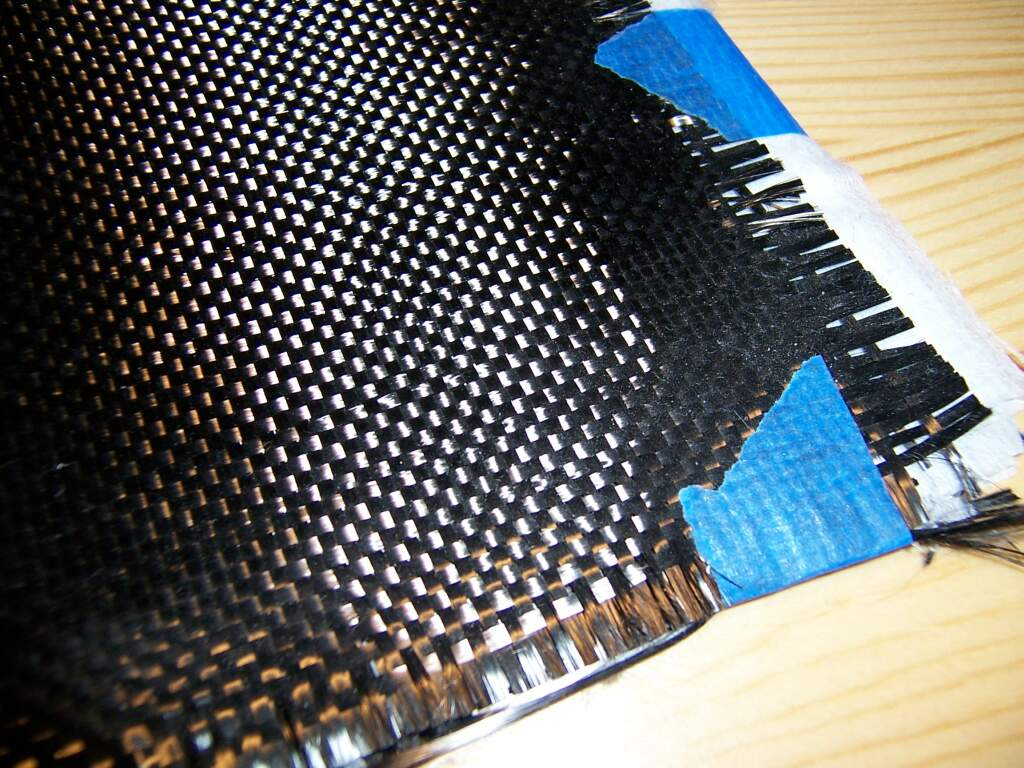
پارچه کامپوزیتی متشکل از فیبر کربن بافته شده

کامپوزیت‌ها یا مواد کامپوزیت ترکیبی از مواد هستند که ویژگی‌های فیزیکی متفاوتی نسبت به هر یک از مواد به‌طور جداگانه ارائه می‌دهند. تحقیقات مواد کامپوزیتی در مهندسی مکانیک معمولاً بر طراحی (و متعاقباً یافتن کاربردها برای) مواد قوی‌تر یا سفت‌تر و در عین حال تلاش برای کاهش وزن، حساسیت به خوردگی و سایر عوامل نامطلوب متمرکز است. به عنوان مثال، کامپوزیت‌های تقویت شده با فیبر کربن در کاربردهای متنوعی مانند فضاپیما و میله‌های ماهیگیری استفاده شده است.

### مکاترونیک
مکاترونیک ترکیبی هم افزایی از مهندسی مکانیک، مهندسی الکترونیک و مهندسی نرم‌افزار است. رشته مکاترونیک به عنوان راهی برای ترکیب اصول مکانیک با مهندسی برق آغاز شد. مفاهیم مکاترونیک در اکثر سیستم‌های الکترومکانیکی استفاده می‌شود. سنسورهای الکترومکانیکی معمولی که در مکاترونیک استفاده می‌شوند، گیج‌های فشار، ترموکوپل‌ها و مبدل‌های فشار هستند.

### نانوتکنولوژی
در کوچک‌ترین مقیاس‌ها، مهندسی مکانیک به فناوری نانو تبدیل می‌شود – یکی از اهداف گمانه‌زنی آن ایجاد یک ساخت مولکولی برای ساخت مولکول‌ها و مواد از طریق مکانوسنتز است. در حال حاضر این هدف در مهندسی اکتشافی باقی مانده است. حوزه‌های تحقیقات مهندسی مکانیک کنونی در فناوری نانو شامل نانوفیلترها، نانوفیلم‌ها، و نانوساختارها، از جمله موارد دیگر است.

### تحلیل المان محدود
تحلیل المان محدود یک ابزار محاسباتی است که برای تخمین تنش، کرنش و انحراف اجسام جامد استفاده می‌شود. از یک تنظیم مش با اندازه‌های تعریف شده توسط کاربر برای اندازه‌گیری مقادیر فیزیکی در یک گره استفاده می‌کند. هر چه تعداد گره‌ها بیشتر باشد، دقت بالاتری دارد. این زمینه جدید نیست، زیرا اساس تجزیه و تحلیل اجزای محدود (FEA) یا روش اجزای محدود (FEM) به سال ۱۹۴۱ بازمی‌گردد. اما تکامل کامپیوترها FEA/FEM را به گزینه ای مناسب برای تحلیل مشکلات ساختاری تبدیل کرده است. بسیاری از نرم‌افزارهای تجاری مانند نسترن، انسیس و آباکوس به‌طور گسترده در صنعت برای تحقیق و طراحی قطعات استفاده می‌شوند. برخی از بسته‌های نرم‌افزاری مدل‌سازی سه بعدی و CAD ماژول‌های FEA را اضافه کرده‌اند. در زمان‌های اخیر، پلتفرم‌های شبیه‌سازی ابری مانند سیم‌اسکیل رایج‌تر شده‌اند.
تکنیک‌های دیگری مانند روش تفاضل محدود (FDM) و روش حجم محدود (FVM) برای حل مشکلات مربوط به انتقال گرما و جرم، جریان سیال، برهمکنش سطح سیال و غیره استفاده می‌شود.

### بیومکانیک
بیومکانیک کاربرد اصول مکانیکی برای سیستم‌های بیولوژیکی مانند انسان، حیوانات، گیاهان، اندام‌ها و سلول‌ها است. بیومکانیک همچنین به ایجاد اندام‌های مصنوعی و اندام‌های مصنوعی برای انسان کمک می‌کند. بیومکانیک ارتباط نزدیکی با مهندسی دارد، زیرا اغلب از علوم مهندسی سنتی برای تجزیه و تحلیل سیستم‌های بیولوژیکی استفاده می‌کند. برخی از کاربردهای ساده مکانیک نیوتنی و/یا علوم مواد می‌توانند تقریب درستی را برای مکانیک بسیاری از سیستم‌های بیولوژیکی ارائه دهند.
در دهه گذشته، مهندسی معکوس موادی که در طبیعت یافت می‌شوند، مانند ماده استخوان، بودجه‌ای را در دانشگاه به دست آورده است. ساختار ماده استخوان به منظور تحمل مقدار زیادی تنش فشاری در واحد وزن بهینه شده است. هدف جایگزینی فولاد خام با مواد زیستی برای طراحی سازه است.
در طول دهه گذشته، روش اجزای محدود (FEM) همچنین وارد بخش بیومدیکال شده است و جنبه‌های مهندسی بیشتر بیومکانیک را برجسته می‌کند. از آن زمان FEM خود را به عنوان جایگزینی برای ارزیابی جراحی درون‌تنی تثبیت کرد و مقبولیت گسترده دانشگاهیان را به دست آورد. مزیت اصلی بیومکانیک محاسباتی در توانایی آن در تعیین پاسخ درون آناتومیک آناتومی است، بدون اینکه تحت محدودیت‌های اخلاقی قرار گیرد. این باعث شده است که مدل‌سازی FE در چندین زمینه بیومکانیک در همه جا حاضر شود در حالی که چندین پروژه حتی یک فلسفه منبع باز (مثلا BioSpine) را اتخاذ کرده‌اند.

### دینامیک سیالات محاسباتی
دینامیک سیالات محاسباتی که معمولاً به اختصار CFD خوانده می‌شود، شاخه ای از مکانیک سیالات است که از روش‌ها و الگوریتم‌های عددی برای حل و تجزیه و تحلیل مسائلی که شامل جریان سیالات هستند استفاده می‌کند. کامپیوترها برای انجام محاسبات مورد نیاز برای شبیه‌سازی برهمکنش مایعات و گازها با سطوحی که توسط شرایط مرزی تعریف شده‌اند استفاده می‌شود. با ابررایانه‌های پرسرعت می‌توان به راه حل‌های بهتری دست یافت. تحقیقات در حال انجام نرم‌افزاری را به دست می‌دهد که دقت و سرعت سناریوهای شبیه‌سازی پیچیده مانند جریان‌های آشفته را بهبود می‌بخشد. اعتبار سنجی اولیه چنین نرم‌افزاری با استفاده از یک تونل باد انجام می‌شود و اعتبار نهایی در آزمایش‌های تمام‌مقیاس، به عنوان مثال، آزمایش‌های پرواز انجام می‌شود.

### مهندسی آکوستیک
مهندسی آکوستیک یکی از بسیاری از زیرشاخه‌های دیگر مهندسی مکانیک است و کاربرد آکوستیک است. مهندسی آکوستیک مطالعه صدا و ارتعاش است. این مهندسان به‌طور مؤثری برای کاهش آلودگی صوتی در دستگاه‌های مکانیکی و ساختمان‌ها با عایق‌سازی صدا یا حذف منابع صدای ناخواسته کار می‌کنند. مطالعه آکوستیک می‌تواند از طراحی سمعک کارآمدتر، میکروفون، هدفون یا استودیوی ضبط تا افزایش کیفیت صدای سالن ارکستر متغیر باشد. مهندسی آکوستیک همچنین با ارتعاش سیستم‌های مکانیکی مختلف سروکار دارد.

## زمینه‌های مرتبط
مهندسی ساخت و ساز، مهندسی هوافضا و مهندسی خودرو در مواقعی با مهندسی مکانیک گروه‌بندی می‌شوند. یک مدرک لیسانس در این زمینه‌ها معمولاً دارای تفاوت چند کلاس تخصصی است.

## بیشتر خواندن
- Burstall, Aubrey F. (1965). تاریخچه مهندسی مکانیک. The MIT Press. ISBN 978-0-262-52001-0.
- راهنمای استاندارد مارکس برای مهندسین مکانیک (11 ed.). McGraw-Hill. 2007. ISBN 978-0-07-142867-5.
- Oberg, Erik; Franklin D. Jones; Holbrook L. Horton; Henry H. Ryffel; Christopher McCauley (2016). کتابچه راهنمای ماشین آلات (30th ed.). New York: Industrial Press Inc. ISBN 978-0-8311-3091-6.